# Rudolf-August Oetker
Rudolf-August Oetker (Bielefeld, 20 september 1916 – Hamburg, 16 januari 2007) was een Duits ondernemer in de voedingsmiddelenindustrie en een van de grootste Duitse reders. Hij is bekend geworden met de naar zijn grootvader genoemde merknaam Dr. Oetker. 

## Leven en werk
De koopmanszoon voltooide in Hamburg een handelsopleiding, die in 1936 door toetreding tot de arbeids- en militaire dienst onderbroken werd. Hij werd lid van de Waffen-SS. Als kleinkind van de oprichter Dr. August Oetker nam hij in 1944 de leiding over van het familiebedrijf Dr. August Oetker Nahrungsmittel KG in Bielefeld. Op 30 september 1944 kwamen zijn moeder Ida Oetker (geboren Meyer), zijn stiefvader Richard Kaselowsky en zijn halfzusters Ilse en Ingeborg bij een bominslag in de kelder van hun villa aan de Johannisberg 10 om het leven. Zijn biologische vader Rudolf Oetker was al voor zijn geboorte op 18 maart 1916 gesneuveld in de Eerste Wereldoorlog bij Verdun.
Voor en tijdens de Tweede Wereldoorlog was zijn stiefvader Kaselowsky bevriend met SS-baas Heinrich Himmler en lid van de zogeheten Freundeskreis des Reichsführers SS Heinrich Himmler, een club rijke industriëlen die de SS-leider geld toestaken. Rudolf August was lid van de SS hetgeen in oktober 2013 werd onthuld. Hij had zich vrijwillig gemeld voor de Waffen-SS. De familie en het concern Oetker hebben geprofiteerd van hun steun aan het regime van Adolf Hitler. De onthullingen staan in het boek Dr Oetker und der Nationalsozialismus, een initiatief van de nazaten van Oetker.
Na de oorlog meldde hij zich op 18 mei 1945 bij de Britse autoriteiten in Bielefeld en werd gevangengenomen. Na acht maanden werd hij in januari 1946 vrijgelaten. Tijdens zijn gevangenschap hadden de Britten de controle over het bedrijf overgenomen. Rudolf-August is uiteindelijk niet voor de rechter gekomen, maar op 9 april 1947 kwam zijn zaak voor Dr. Oetkers denazificatiecommissie in Bielefeld. Deze commissie bestond uit werknemers van het bedrijf en zij spraken hem vrij. Een paar maanden later bevestigden de Britse autoriteiten dit oordeel en op 20 september 1947 kwam het bedrijf weer in handen van Rudolf-August Oetker en werd hij directeur.
Hij leidde het familiebedrijf naar nieuwe hoogten. In een paar jaar na de oorlog maakte hij van de levensmiddelenfabriek een wijdverbreid bedrijf dat in bier, pizza’s en champagne handelde, waarvan echter de scheepvaart de grootste omzet voor haar rekening nam, de Hamburg Südamerikanische Dampfschifffahrts-Gesellschaft (HSDG), kortweg Hamburg Süd. Daarnaast nam Oetker de champagnekelder Henkell & Co., Söhnlein en Deinard, distilleerderij Wodka Gorbatschow en verschillende brouwerijen over. Hij kocht banken, luxehotels in Parijs en aan de Côte d'Azur.
In 1976 werd in Freising, bij München, zijn toen 25-jarige zoon Richard Oetker door Dieter Zlof ontvoerd en tegen een losgeld van 21 miljoen Duitse mark weer vrijgelaten.
In 1981 trok Rudolf-August zich op de leeftijd van 65 jaar terug uit de dagelijkse leiding van het bedrijf en gaf die in handen van zijn zoon August Oetker jr.. Het bedrijf telde toen 23.000 medewerkers in 35 landen. Eind 2002 verzekerde hij door het overdragen van een wezenlijk deel van zijn vermogen aan de volgende generaties de toekomst van Dr. August Oetker KG, bekend als Oetker Gruppe, als onafhankelijk familiebedrijf.
Oetker heeft voor het culturele leven in de stad Bielefeld veel betekend, onder andere door het sponsoren van de Rudolf-August-Oetker-Konzerthalle en de Kunsthalle in de stad.

## Privé
Oetker was driemaal getrouwd, sinds 1963 met Maja von Malaisé (1934-). Uit zijn huwelijken heeft hij acht kinderen gekregen. Rudolf-August Oetker overleed op 16 januari 2007 op 90-jarige leeftijd aan de gevolgen van een longontsteking in een Hamburgse kliniek.
Huwelijken en kinderen:
- Marlene Ahlmann (gescheiden in 1941)
  - Rosely Schweizer (1940- )
- Susanne Jantsch (gescheiden in 1951)
  - August (1944-
  - Bergit (1946- )
  - Christian (1948- )
  - Richard (1951- )
- Maja von Malaisé
  - Alfred (1967- )
  - Carl Ferdinand (1972 -)
  - Julia (1979- )

## Trivia
In Bielefeld werd in 1967 een museum opgericht, hoofdzakelijk betaald door Rudolf-August Oetker. In ruil wilde hij het museum naar zijn stiefvader vernoemen en de naam van het museum werd Richard Kaselowsky Haus. Kaselowsky was controversieel vanwege zijn nazi verleden, hij was lid van de NDSAP en lid van de Himmler-Vriendenkring. Na een bewonersaanvraag werd de naam in oktober 1998 gewijzigd in Kunsthalle Bielefeld. In een reactie beëindigde Rudolf August Oetker zijn steun en trok zijn kunstwerken, die hij in bruikleen beschikbaar had gesteld, terug.

## Naslagwerk
- (de)  Finger, Jürgen e.a. Dr. Oetker und der Nationalsozialismus: Geschichte eines Familienunternehmens 1933-1945. Uitgever: C.H.Beck (2e druk, 2013) ISBN 9783406645457